# Glenn Gawdin
Glenn Gawdin, född 25 mars 1997, är en kanadensisk professionell ishockeyforward som spelar för Calgary Flames i National Hockey League (NHL). Han har tidigare spelat för Stockton Heat i American Hockey League (AHL); EHC Visp i Swiss League (SL) och Swift Current Broncos i Western Hockey League (WHL).
Gawdin draftades i fjärde rundan i 2015 års draft av St. Louis Blues som 116:e spelare totalt.

## Statistik
| 2011–2012  | Seafair Islanders     |            | 43  | 58  | 32  | 90  | 34  | —  | —  | —  | —  | —  |
|            | Greater Van Canadiens |            | —   | —   | —   | —   | —   | 4  | 1  | 0  | 1  | 0  |
| 2012–2013  | Greater Van Canadiens |            | 37  | 17  | 29  | 46  | 49  | 6  | 7  | 4  | 11 | 14 |
|            | Swift Current Broncos | WHL        | 2   | 0   | 0   | 0   | 0   | —  | —  | —  | —  | —  |
| 2013–2014  | Swift Current Broncos | WHL        | 66  | 10  | 12  | 22  | 34  | 6  | 0  | 0  | 0  | 2  |
| 2014–2015  | Swift Current Broncos | WHL        | 72  | 15  | 39  | 54  | 59  | 4  | 1  | 1  | 2  | 0  |
| 2015–2016  | Swift Current Broncos | WHL        | 43  | 19  | 34  | 54  | 63  | —  | —  | —  | —  | —  |
| 2016–2017  | Swift Current Broncos | WHL        | 52  | 26  | 33  | 59  | 80  | 14 | 6  | 5  | 11 | 18 |
| 2017–2018  | Swift Current Broncos | WHL        | 67  | 56  | 69  | 125 | 101 | 24 | 14 | 18 | 32 | 32 |
| 2018–2019  | Stockton Heat         | AHL        | 64  | 11  | 27  | 38  | 59  | —  | —  | —  | —  | —  |
| 2019–2020  | Stockton Heat         | AHL        | 53  | 16  | 31  | 47  | 28  | —  | —  | —  | —  | —  |
| 2020–2021  | Calgary Flames        | NHL        | 1   | 0   | 0   | 0   | 0   | —  | —  | —  | —  | —  |
|            | EHC Visp              | SL         | 1   | 0   | 0   | 0   | 0   | —  | —  | —  | —  | —  |
| NHL totalt | NHL totalt            | NHL totalt | 1   | 0   | 0   | 0   | 0   | —  | —  | —  | —  | —  |
| AHL totalt | AHL totalt            | AHL totalt | 117 | 27  | 58  | 85  | 87  | —  | —  | —  | —  | —  |
| WHL totalt | WHL totalt            | WHL totalt | 312 | 126 | 187 | 313 | 337 | 48 | 21 | 24 | 45 | 52 |

### Internationellt
| Källa: Uppdaterad: 2021-02-21 | Källa: Uppdaterad: 2021-02-21 | Källa: Uppdaterad: 2021-02-21 |         | Utv = Utvisningsminuter | Utv = Utvisningsminuter | Utv = Utvisningsminuter | Utv = Utvisningsminuter | Utv = Utvisningsminuter |
| År                            | Lag                           | Mästerskap                    | Matcher | Mål                     | Assists                 | Poäng                   | Utv                     |                         |
| ----------------------------- | ----------------------------- | ----------------------------- | ------- | ----------------------- | ----------------------- | ----------------------- | ----------------------- | ----------------------- |
| 2015                          | Kanada                        | U18-VM                        | 7       | 2                       | 2                       | 4                       | 4                       |                         |
| Junior totalt                 | Junior totalt                 | Junior totalt                 | 7       | 2                       | 2                       | 4                       | 4                       |                         |